# Kerakas
Kerakas is een bestuurslaag in het regentschap Bangka Tengah van de provincie Bangka-Belitung, Indonesië. Kerakas telt 1174 inwoners (volkstelling 2010).